# سرجایو (بازیکن فوتبال، زاده ۱۹۷۵)
سرجیو ریکاردو دی جسوس ورتلو (به پرتغالی: Sérgio Ricardo de Jesus Vertello) زادهٔ ۱۹ سپتامبر ۱۹۷۵) یک بازیکن فوتبال اهل برزیل است.
از باشگاه‌هایی که در آن بازی کرده‌است می‌توان به باشگاه فوتبال آلبیرکس نیگاتا، باشگاه فوتبال آویسپا فوکوئوکا، باشگاه ورزشی واسکو دوگاما و باشگاه فوتبال ام‌اس‌وی دویسبورگ اشاره کرد.